# Сандоваль Аларкон, Марио
Марио Аугусто Сандоваль Аларкон (исп. Mario Augusto Sandoval Alarcón; 18 мая 1923, Гватемала — 17 апреля 2003, Гватемала) — гватемальский политический и государственный деятель, лидер ультраправых сил. В 1970—1974 — председатель парламента, в 1974—1978 годах — вице-президент Гватемалы. Дважды неудачно баллотировался в президенты страны. Организатор и руководитель гватемальских эскадронов смерти. Участник гражданской войны и процесса урегулирования в Гватемале. Неофашист, один из руководителей Всемирной антикоммунистической лиги.

## Основатель гватемальских эскадронов
Окончил факультет права и социальных наук Университета Сан-Карлос. Политическую деятельность начал в 1944 году, в студенческой антикоммунистической организации. Участвовал в подпольной борьбе против левого правительства Хакобо Арбенса. Был одним из основателей Антикоммунистического комитета университетских студентов. В 1954 году поддержал переворот Кастильо Армаса, участвовал в свержении Арбенса. Был личным секретарём президента Кастильо Армаса.
После убийства Кастильо Армаса в 1957 году его ультраправые сторонники во главе с Марио Сандовалем Аларконом и Лионелем Сисниегой Отеро создали Движение национального освобождения (MLN). Эта организация стала ударным отрядом гватемальского правого радикализма. С политической структурой MLN были аффилированы гватемальские эскадроны смерти — Mano Blanca.
Своё мировоззрение Сандоваль Аларкон с некоторыми оговорками определял как фашистское. Соответственно, в его идеологии звучали мотивы «Третьего пути».

Мы боремся с двумя врагами. Первый — реакционные правительства, правящие с кнутом в руке. Второй — разрушители человеческих ценностей, чья система основана на демагогии, голоде и преступлениях.

Марио Сандоваль Аларкон, 1957

В 1964 году Марио Сандоваль Аларкон — депутат Национальной конституционной ассамблеи. В 1970—1974 годах — председатель гватемальского парламента (конгресса). После избрания в президенты кандидата MLN генерала Эухенио Лаугеруда — вице-президент Гватемалы в 1974—1978 годах.

## Антикоммунистический терроризм
На вторую половину 1970-х пришёлся разгул Mano Blanca. Руководящая тройка MLN — Сандоваль Аларкон, Сисниега Отеро, Оливьеро Кастаньеда — обвинялась в целом ряде резонансных политических убийств.
Главным принципом MLN декларировался антикоммунизм. Однако целевые удары наносились не только по коммунистам и леворадикальным повстанцам, но и по невооружённой левой интеллигенции. В то же время MLN отстаивала интересы креолов и ladinos. Вместе с гватемальской армией эскадроны Сандоваля Аларкона подвергали расправам население индейских деревень, называя крестьян-индейцев сообщниками прокоммунистических партизан. Особенных масштабов сельский террор Mano Blanca достигал в конце 1960-х годов.

Армия была деморализована партизанами, пока мы не организовали «Белую руку».

Марио Сандоваль Аларкон, 1971

Финансирование MLN и Mano Blanco осуществлялось за счёт взносов владельцев плантаций, заинтересованных в охране от партизанских нападений. Отношения Сандоваля Аларкона с государственными структурами, прежде всего армейским командованием, осложнились после 1978 года. Генералитет и офицерство с подозрением отнеслись к претензиям MLN на самостоятельную политическую роль. Особенно сложно складывались отношения Сандоваля Аларкона с президентом Ромео Лукасом Гарсиа, главой государства в 1978—1982 годах.

## В международном антикоммунизме
Сандоваль Аларкон развивал активную международную деятельность. Гватемала 1970-х — начала 1980-х годов являлась одним из центров мирового антикоммунистического движения. На посту вице-президента и через каналы ВАКЛ были установлены тесные оперативные контакты с правительствами Тайваня, Парагвая, крайне правыми кругами США, властями франкистской Испании. В ноябре 1975 года Сандоваль Аларкон представлял Гватемалу на похоронах каудильо Франко.
MLN оказала активное содействие в организации крайне правой партии Националистический республиканский альянс (ARENA) в Сальвадоре и эскадронов смерти майора д’Обюссона. Племянник Сандоваля Аларкона Карлос Миденсе Пивараль даже называл ARENA своим порождением. Столь однозначная оценка представляется преувеличенной, но важная роль MLN в помощи сальвадорским единомышленникам несомненна. Родственником Марио Сандоваля Аларкона был и Эрнесто Панама Сандоваль, один из учредителей Сальвадорского националистического движения (MNS).
Сандоваль Аларкон резко негативно оценивал деятельность президента США Джимми Картера, считая его политику защиты прав человека «выгодной международному коммунизму».

Мы, собравшиеся здесь свободные люди, обвиняем администрацию Картера в предательстве человечества.

Марио Сандоваль Аларкон, выступление на конференции ВАКЛ в Асунсьоне, 1979

Жёсткую критику Марио Сандоваля Аларкона вызвала позиция США при свержении диктаторского режима Анастасио Сомосы в Никарагуа в июле 1979 года. Сандоваль Аларкон решительно поддерживал Сомосу. Когда гватемальское правительство под влиянием администрации Картера попыталось запретить посадку самолёта Сомосы, Сандоваль Аларкон с отрядом боевиков прибыл в аэропорт, добился разрешения на посадку и на несколько дней принял Сомосу в своём доме.

## Неудачи 1980-х
7 марта 1982 года Марио Сандоваль Аларкон баллотировался в президенты Гватемалы. Он занял второе место, собрав более 28 % голосов (в выборах участвовали менее половины гватемальских избирателей). Сандоваль Аларкон объявил итоги голосования сфальсифицированными (аналогично поступила и левая оппозиция). 23 марта 1982 года генерал Эфраин Риос Монтт совершил государственный переворот.
Несмотря на жёсткий антикоммунизм Риоса Монтта, влияние MLN пошло на спад. Отчасти это было связано с тем, что Риос Монтт создал новую парамилитарную структуру. Крестьянские Патрули гражданской самообороны оказались сильными конкурентами эскадронов Сандоваля Аларкона, рекрутируемых в городских средних слоях.
В 1985 году Марио Сандоваль Аларкон вновь баллотировался в президенты Гватемалы, но занял лишь четвёртое место с 12,5 %. Президентом был избран христианский демократ Винисио Сересо Аревало. В этих результатах выразилось отторжение гватемальским обществом экстремизма и насилия любой политической окраски.
Считается, что деятельность Mano Blanca сошла на нет в начале 1980-х. Акция 18 мая 1988 года — граната, брошенная в гватемальское представительство ТАСС — поначалу приписывалась этой группировке, но данная версия была сочтена неосновательной.

## Отход от политики. Кончина
В 1987 году Марио Сандоваль Аларкон участвовал в мирных переговорах с леворадикальными повстанцами. В 1991 году был избран депутатом Центральноамериканского парламента.
Процесс урегулирования в Гватемале коррелировался с общим изменением мировой обстановки под влиянием перестройки в СССР. На рубеже 1980—1990-х годов ультраправый радикализм и антикоммунистический терроризм неофашистов утратили актуальность. Непримиримый антикоммунизм Сандоваля Аларкона не вписывался в новые политические расклады. Постепенно он отходил от активной политики. В 1993 году оставил руководство MLN. В 1995—1999 годах партия лишилась влияния и парламентского представительства, после чего прекратила существование.
Несмотря на крайне слабое здоровье (жизнедеятельность поддерживалась специальной аппаратурой, много лет почти отсутствовал голос), Сандоваль Аларкон скончался в преклонном возрасте, не дожив одного месяца и одного дня до своего 80-летия.

## Семья
Марио Сандоваль Аларкон был женат на Лиси Мадрасо Аларкон и имел сына Фернандо Сандоваля Аларкона.
Лиси Мадрасо была активным деятелем партии своего мужа, в период его председательства в парламенте и вице-президентства курировала социальную политику. После потери Сандовалем Аларконом голоса озвучивала его выступления. Скончалась в ноябре 2011 года.

## Оценки деятельности
Деятельность Марио Сандоваля Аларкона осуждается как бесчеловечное насилие. Однако он до конца сохранял немало сторонников, считающих, что под его руководством MLN удержало Гватемалу от «падения в коммунизм». Для многих представителей правых сил Марио Сандоваль Аларкон посмертно остаётся «политической иконой», носителем католических традиций, идей свободы и патриотизма.